# Complemento di causa efficiente
Nella sintassi della frase semplice, il complemento di causa efficiente indica, in presenza di un verbo in forma passiva, la cosa, l'entità astratta o l'animale reificato, cioè considerato come se fosse un ente inanimato, che compie l'azione indicata dal verbo, cioè l'agente.

## Esempi
- Cappuccetto Rosso è accarezzata dal vento.
- La nonna è presa dalla zampa del lupo.
- Cappuccetto Rosso è spaventata dai denti del lupo.

Quando l'azione è compiuta da un ente animato (una persona, un animale o una cosa personificata) si parla di complemento di agente.
Secondo le grammatiche scolastiche, risponde alla domanda da che cosa?, ad opera di che cosa?. Appartiene alla categoria dei complementi indiretti.

## Come si presenta il complemento
Il complemento può essere costituito da:
- un sostantivo preceduto dalla preposizioni da o dalla locuzione avverbiale da parte di
- ne; per esempio: "Cappuccetto Rosso vide i grandi denti del lupo e ne fu ghermita".[2]

Nelle frasi attive, soggetto logico e soggetto grammaticale coincidono; invece in quelle passive il soggetto logico è il complemento di agente o di causa efficiente, distinto dal soggetto grammaticale, che concorda con il verbo in forma passiva.